# Circuito di Mid-Ohio
Il circuito del Mid-Ohio (anche noto come Mid-Ohio Sports Car Course) è un tracciato per automobilismo situato nelle vicinanze di Lexington, Ohio. Inaugurato nel 1962, ospita le gare della IndyCar Series e del campionato IMSA SportsCar. Inoltre, dopo le modifiche apportate nel 1990 e nel 2006, è anche utilizzato per gare motociclistiche sul tracciato modificato, più corto dell'originale.   

## Circuito

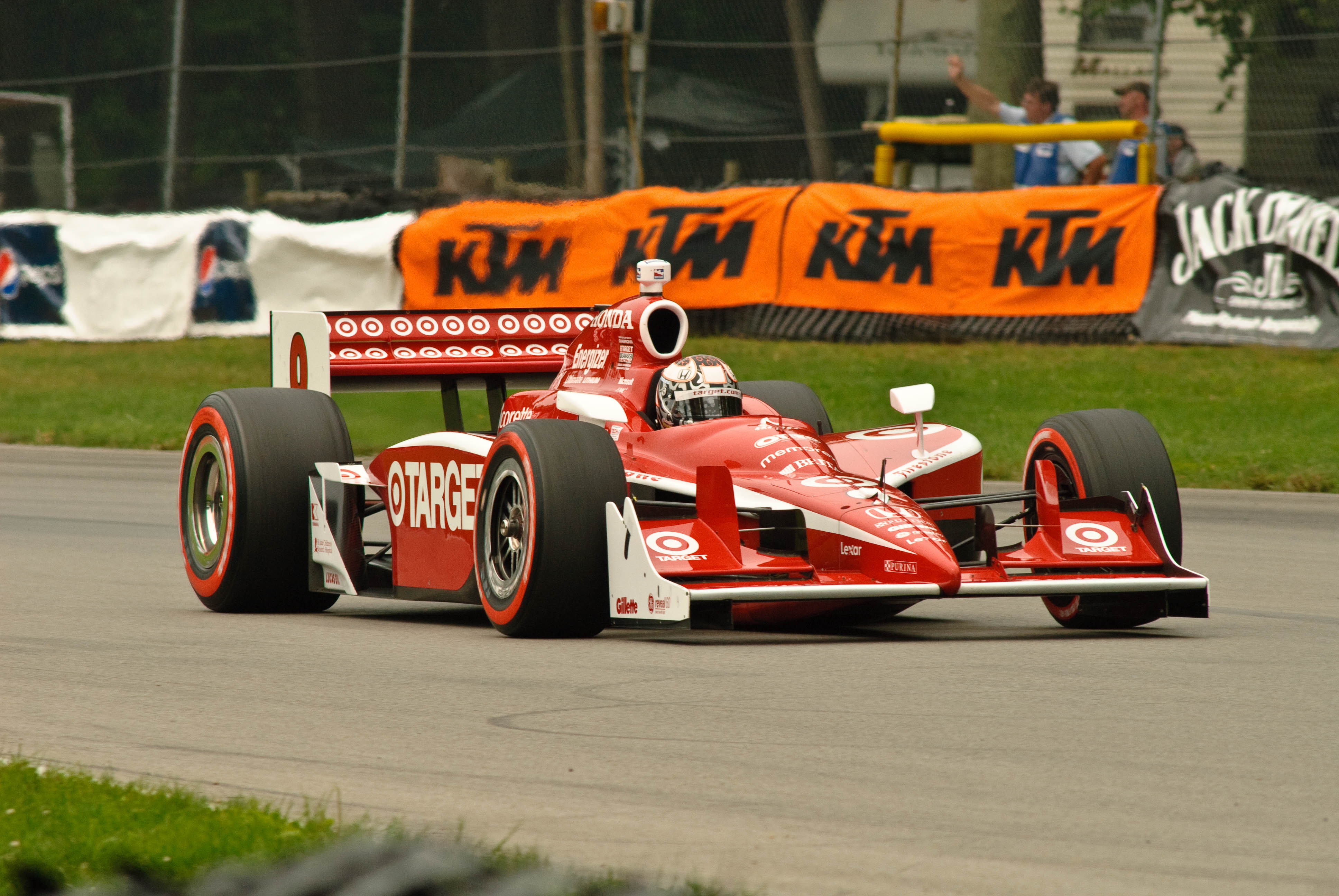
Scott Dixon, vincitore in IndyCar nel 2009

Il tracciato originale (Original Road Course) è lungo 3,86 chilometri e presenta un andamento altimetrico ondulato. Esistono inoltre altre varianti più corte che escludono parte del tracciato originale: quella lunga 3,63 km (Second Road Course), che esclude la chicane che precede il tornante Keyhole e quella per le gare motociclistiche (Short Course), che esclude chicane e Keyhole e si immette direttamente a metà del rettilineo Backstretch mediante un tornante posto immediatamente dopo la prima curva dopo il rettilineo di partenza.